# Чарня (гміна)
Гміна Чарня (пол. Gmina Czarnia) — сільська гміна у центральній Польщі. Належить до Остроленцького повіту Мазовецького воєводства.
Станом на 31 грудня 2011 у гміні проживало 2756 осіб.

## Площа
Згідно з даними за 2007 рік площа гміни становила 92.53 км², у тому числі:
- орні землі: 60.00%
- ліси: 38.00%

Таким чином, площа гміни становить 4.41% площі повіту.

## Населення
Станом на 31 грудня 2011:
| Опис     | Загалом | Загалом | Чоловіки | Чоловіки | Жінки | Жінки |
| -------- | ------- | ------- | -------- | -------- | ----- | ----- |
| одиниця  | осіб    | %       | осіб     | %        | осіб  | %     |
| все      | 2756    | 100     | 1407     | 51.05    | 1349  | 48.95 |
| міське   | 0       | 100     | 0        |          | 0     |       |
| сільське | 2756    | 100     | 1407     | 51.05    | 1349  | 48.95 |

## Сусідні гміни
Гміна Чарня межує з такими гмінами: Бараново, Вельбарк, Мишинець, Розоґі, Хожеле.